# Perilampus similis
Perilampus similis är en stekelart som beskrevs av Crawford 1914. Perilampus similis ingår i släktet Perilampus och familjen gropglanssteklar. Inga underarter finns listade i Catalogue of Life.